# طواف دي بريتاجن 2022
طواف دي بريتاجن 2022 هو سباق دراجات هوائية من فئة  سباق المرحلة، وهو الموسم السادس والخمسين من طواف دي بريتاجن، وأقيم خلال الفترة من 25 أبريل 2022، وحتى 1 مايو 2022.
فاز بالمركز الأول جون ليجراند بون، وبالمركز الثاني Alex Baudin ‏، وبالمركز الثالث Mathis Le Berre ‏.

## المراحل
| قائمة المراحل | قائمة المراحل | قائمة المراحل | قائمة المراحل | قائمة المراحل | قائمة المراحل     | قائمة المراحل |
| المرحلة       | التاريخ       | الدورة        |               | المسافة (كم)  | الفائز بالمرحلة   | القائد العام  |
| ------------- | ------------- | ------------- | ------------- | ------------- | ----------------- | ------------- |
| مرحلة 1       | 25 أبريل      |               | مرحلة مستوية  |               | Mickaël Guichard ‏ |               |
| مرحلة 2       | 26 أبريل      |               | مرحلة جبلية   |               | جون ليجراند بون   |               |
| مرحلة 3       | 27 أبريل      |               | مرحلة جبلية   |               | Alex Baudin ‏      |               |
| مرحلة 4       | 28 أبريل      |               | مرحلة جبلية   |               | Casper van Uden ‏  |               |
| مرحلة 5       | 29 أبريل      |               | مرحلة جبلية   |               | Elmar Reinders ‏   |               |
| مرحلة 6       | 30 أبريل      |               | مرحلة جبلية   |               | Ewen Costiou ‏     |               |
| مرحلة 7       | 1 مايو        |               | مرحلة جبلية   |               | جون ليجراند بون   |               |

## النتيجة
| المرحلة   |              | الفائز _          |
| --------- | ------------ | ----------------- |
| المرحلة 1 | مرحلة مستوية | Mickaël Guichard ‏ |
| المرحلة 2 | مرحلة التلال | جون ليجراند بون   |
| المرحلة 3 | مرحلة التلال | Alex Baudin ‏      |
| المرحلة 4 | مرحلة التلال | Casper van Uden ‏  |
| المرحلة 5 | مرحلة التلال | Elmar Reinders ‏   |
| المرحلة 6 | مرحلة التلال | Ewen Costiou ‏     |
| المرحلة 7 | مرحلة التلال | جون ليجراند بون   |
| النهائي   |              |                   |

## الفائزون
| الترتيب | الفائز           |
| ------- | ---------------- |
| الفائز  | جون ليجراند بون  |
| الثاني  | Alex Baudin ‏     |
| الثالث  | Mathis Le Berre ‏ |

## وصلات خارجية
- لمحة عن سباق طواف دي بريتاجن 2022 على موقع  ProCyclingStats   (برو  سايكلنج  ستاتس) - إحصاءات  محترفي  الدراجات.

- طواف دي بريتاجن 2022 على موقع إحصائيات الدراجات الإحترافية (الإنجليزية)